# Croacia en los Juegos Olímpicos de Barcelona 1992
Croacia estuvo representada en los Juegos Olímpicos de Barcelona 1992 por un total de 39 deportistas que compitieron en 11 deportes.  
El portador de la bandera en la ceremonia de apertura fue el tenista Goran Ivanišević.

## Medallistas
El equipo olímpico croata obtuvo las siguientes medallas:
| Nombre                       | Deporte    | Competición  |
| ---------------------------- | ---------- | ------------ |
| Oro                          |            |              |
| —                            |            |              |
| Plata                        |            |              |
| Equipo                       | Baloncesto | Torneo M     |
| Bronce                       |            |              |
| Goran Ivanišević             | Tenis      | Individual M |
| Goran Ivanišević Goran Prpić | Tenis      | Dobles M     |